# ستيريوليثغرافي

آلة ستيريوليغرافي

ستيريوليثغرافي (بالإنجليزية: Stereolithography)‏ أختصاراً وهي عبارة عن تقنية التصنيع بالإضافة لإنتاج النماذج، والمجسمات وفي بعض الحالات إنتاج الأجزاء.

## طريقة الحساب
يتم إدخال النموذج ثلاثي البعد إلى الحاسب حيث يوجد برنامج خاص يقوم بتقسيم المجسم إلى مقاطع عرضية بحيث تتراوح سماكة المقطع العرضي ما بين 0.3 إلى 0.05 ملم. ويتم هذا التقسيم باتجاه المحور z. ليتولد ضمن هذا البرنامج M مقطع عرضي ويكون مجموع المقاطع العرضية تشكل النموذج النهائي ثلاثي البعد

## آلية العمل
تحوي الآلة على ضوء ليزر إضافة إلى سائل قابل لتبللور عند تعرضه لضوء الليزر.
تبدأ عملية التصنيع بعد أن يقوم البرنامج بتقسيم النموذج الثلاثي البعد في تصنيع المقطع العرضي L0 حيث يتم تعرض طبقة السائل إلى أشعة الليزر وفق شكل رسم المقطع L0 ليتبلور السائل المتعرض إلى أشعة الليزر.
المرحلة التالية، يهبط المقطع المتبللور إلى الأسفل لتغطيه طبقة سائل أخرى لتعاد العملية مرة أخرى مؤدية إلى تبللور الطبقة وهكذا إلى أن يتم تشكيل كامل النموذج.